# Bolitoglossa pesrubra
Bolitoglossa pesrubra is een salamander uit de familie longloze salamanders (Plethodontidae). De soort werd voor het eerst wetenschappelijk beschreven door Edward Harrison Taylor in 1952. Oorspronkelijk werd de wetenschappelijke naam Magnadigita pesrubra gebruikt.

## Verspreiding en habitat
De salamander komt voor in delen van Midden-Amerika en leeft endemisch in Costa Rica.
Bolitoglossa pesrubra komt voor in hooggelegen gebieden in de Cordillera de Talamanca, onder meer in het gebied van de Cerro la Muerte. Net als andere Bolitoglossa-soorten voedt deze salamander zich met vliegen en andere snelle insecten, die met de paddenstoelachtige tong worden geschoten. Een ander kenmerk van de Bolitoglossa-soorten is autotomie: in geval van nood kunnen ze net als vele hagedissen hun staart afwerpen. Bolitoglossa pesrubra is vooral in de nacht actief en zich houdt overdag schuil. Het is een weinig beweeglijk dier. De vrouwelijke salamanders leggen een veertigtal eieren op het land in een klein hol of onder een steen en bewaken de eieren gedurende de ontwikkeling. De jongen zijn een centimeter lang als ze als complete salamanders uit het ei komen. Mannelijke salamanders zijn na zes jaar volwassen, vrouwelijke dieren pas na twaalf jaar.